# Domenico Russo (poliziotto)
Domenico Russo (Santa Maria Capua Vetere, 27 dicembre 1950 – Palermo, 15 settembre 1982) è stato un militare italiano, medaglia d'oro al valor civile alla memoria.

## Biografia
Domenico Russo, all’epoca Guardia Scelta di P.S., era in servizio presso la Prefettura di Palermo ed assegnato alla scorta del generale Carlo Alberto dalla Chiesa.

## L'assassinio
La morte di Domenico Russo è legata all'omicidio del generale Carlo Alberto dalla Chiesa e di sua moglie Emanuela Setti Carraro. Il 3 settembre 1982, l'agente di scorta viaggiava nell'auto che seguiva il prefetto nella A112 bianca guidata dalla moglie. Una BMW affiancò la A112 e le raffiche di Kalashnikov AK-47 uccisero i due coniugi mentre da una motocicletta Honda guidata da Giuseppe lucchese, partirono i colpi di Kalashnikov che ferirono in modo gravissimo Domenico Russo, il quale morì dopo 12 giorni di agonia all'ospedale di Palermo.

## Le indagini
Per l'omicidio di Domenico Russo, di Dalla Chiesa e di sua moglie, sono stati condannati all'ergastolo Totò Riina, Bernardo Provenzano, Michele Greco, Pippo Calò, Bernardo Brusca e Nenè Geraci.

## Citazioni e omaggi
- A Domenico Russo è stato intitolata una strada di Santa Maria Capua Vetere.

Anche San Tammaro, Comune dove risiedono alcuni familiari, ha dedicato una strada a Domenico Russo.
- Domenico Russo è ricordato ogni anno il 21 marzo nella Giornata della Memoria e dell'Impegno di Libera, la rete di associazioni contro le mafie, che in questa data legge il lungo elenco dei nomi delle vittime di mafia e fenomeni mafiosi.
- A Domenico Russo è stata anche intitolata una strada nel Comune di Palermo.